# Гималайская агама
Гималайская агама (лат. Paralaudakia himalayana) — ящерица из семейства агамовые.
Общая длина достигает 31 см, из них хвост вдвое длиннее туловища. Самцы немного крупнее самок. Туловище, голова и основание хвоста очень сильно уплощенные. Чешуя верхней стороны туловища гладкая или очень слабо ребристая. Горловая складка хорошо выражена. Пальцы заметно сжаты с боков, четвертый палец задней ноги длиннее третьего. У взрослых самцов перед заднепроходным отверстием расположено до 6 рядов утолщённой мозолистой чешуи, у взрослых самок их значительно меньше.
Для молодых агам характерна синяя окраска тела и лимонно-жёлтая голова с красными висками. Окраска спины оливкового или зеленовато-серого цвета. По бокам позвоночника более или менее правильными полосами располагаются округлые светлые пятна, между которыми имеются чёрные неправильной формы пятнышки, особенно хорошо выраженные на шее и в передней части туловища. Голова сверху обычно в мелких чёрных пятнышках. Окраска брюха сильно варьирует. На горле мраморный рисунок, который временами исчезает. Известно физиологическое изменение окраски головы самцов, которая бывает ярко-желтой и дополняется оранжево-красной окраской кожных складок по бокам шеи, а иногда и по бокам головы.
Любит горную местность, живёт на скалах, осыпях, среди камней, в арчовом поясе с редкой травянистой и кустарниковой растительностью. Встречается до высоты 3200 метров над уровнем моря и более. Прячется в трещинах в скалах и пустотах под камнями. Обычно агамы появляются в утренние часы и активны до захода Солнца. Весной и осенью активны только в середине дня, при температуре выше 20 °С. Из зимних убежищ в апреле, в конце сентября начинается их уход на зимовку. Питается гималайская агама различными членистоногими, пауками, семенами, цветами и листьями растений, в частности, плодами шиповника и жимолости.
Яйцекладущая ящерица. Половая зрелость наступает в конце 2 года жизни. Спаривание происходит в конце апреля — начале мая. Кладки из 3—7 яиц размером 20—24 х 10—13 мм происходят в июне и в июле. Через 60—70 дней появляются молодые ящерицы длиной тела 3,5—3,8 см.
Обитает в горных системах Гималаев и Трансгималаев, юго-восточном Тянь-Шане, южном Памире и Каракоруме в пределах Непала, северной Индии, северного Пакистана, восточного Афганистана, западного Таджикистана и западной Киргизии.